# Lamar Alexander

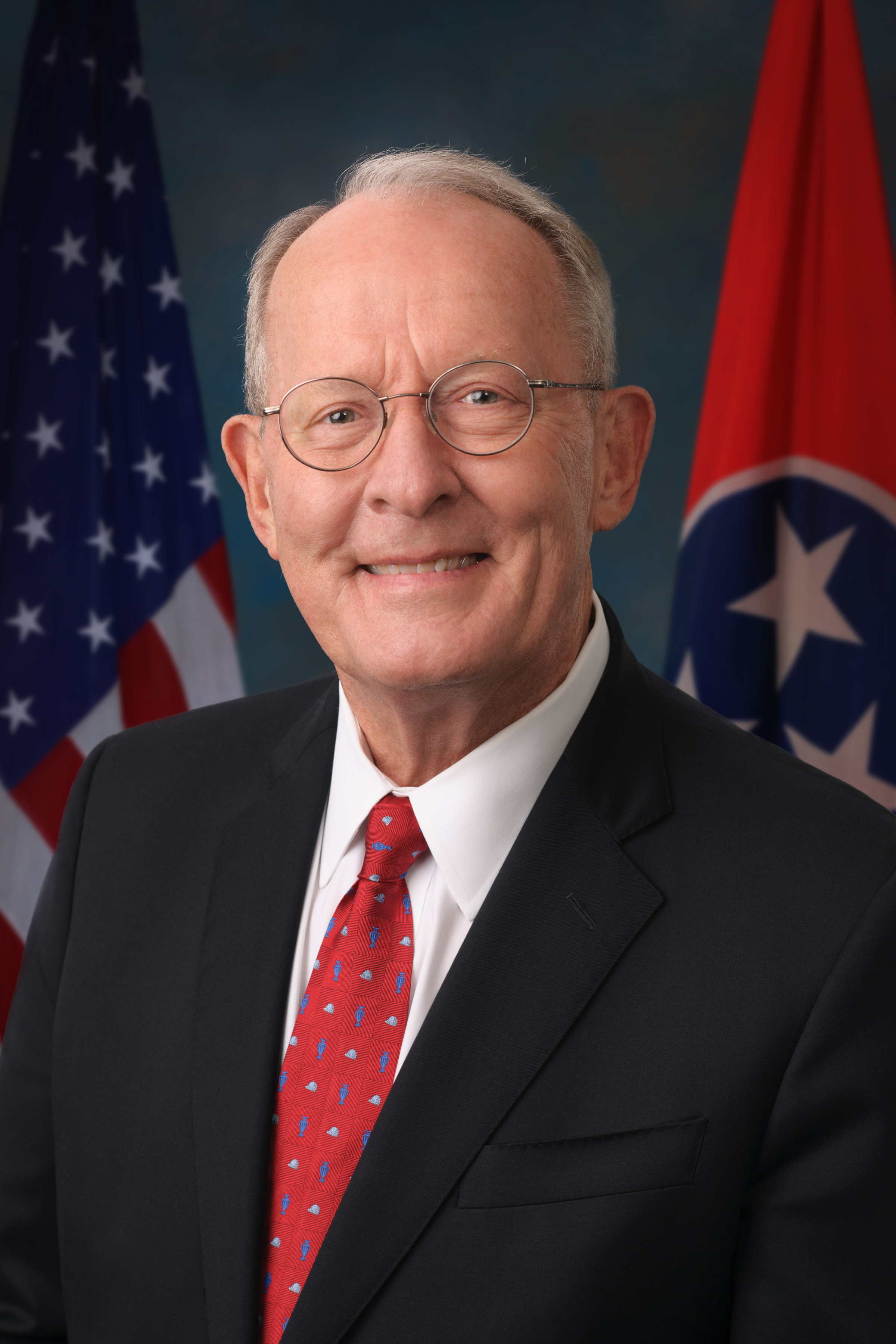
Lamar Alexander

Andrew Lamar Alexander (nascido em 3 de julho de 1940, Maryville, Tennessee) é um político norte-americano. Foi governador do Tennessee entre 1979-1987 e secretário da educação dos Estados Unidos de 1991 a 1993. Atualmente é senador pelo Tennessee.